# Benito Gutmacher
Benito Gutmacher (Buenos Aires, 13 de febrero de 1950) es un actor, autor y director de teatro argentino. Inspirado en las teorías de Antonin Artaud viajó a París en 1972 donde presentó su espectáculo unipersonal "El Grito del Cuerpo", que lo llevó a actuar durante más 30 años en gran cantidad de teatros y festivales europeos.

## Trayectoria
Benito Gutmacher curso estudios de teatro en Buenos Aires con Juan Carlos Gene. Debutó como actor en 1970 en "La Danza del Sargento Musgrave" de John Arden dirigida por Leonardo Goloboff en el teatro IFT junto a Fernando Labat, Zelmar Geñol, y Blanca del Prado.
Inspirado en las teorías de Antonin Artaud y en la bailarina Iris Scaccheri viajó a París en 1971 donde presentó su propia creación unipersonal corporal: "El grito del Cuerpo".
La crítica positiva de Colette Godard del diario Le Monde le permitió actuar en Francia recorriendo posteriormente durante más de 30 años los teatros y festivales europeos, de América Latina y Estados Unidos.
En 1972 actuó en el Teatro de las Naciones que dirigía Jean Louis Barrault.
En la Argentina se presentó en Buenos Aires en 1975 en el Teatro Regina por lo cual recibió
la mención del diario Clarín a los mejores actores destacados de ese año.
En 1978 conoce a Alejandro Jodorowsky el cual lo inspira a crear en París su espectáculo unipersonal Tarot.
En 1990 se presenta en el teatro La MaMa Experimental Theatre Club de Nueva York, el diario The New York Times describe a Gutmacher como un “virtuoso” del teatro corporal.
Gutmacher se radicó definitivamente en Europa donde trabajó durante 15 años con Hector Malamud y Carlos Trafic. Como autor y director en Europa y sobre todo en Alemania presentó más de 25 obras de teatro con grupos interdependientes. En 1991 dirigió a Stephan Schulberg miembro del grupo de teatro The Living Theatre en su unipersonal "Paradise Later". Como docente dictó decenas de cursos y workshops de actuación en varias ciudades de Alemania, Francia y Suiza.
En 2014 presentó en el Teatro Empire como coautor, codirector y cointérprete la obra El gurú, calificada como sátira delirante.
Gutmacher está casado y tiene 4 hijos.

## Creaciones unipersonales
- Grito del Cuerpo (París, 1972)
- Hamlet 74, (París, 1974)
- Tarot (París, 1980)
- Business-Business (Friburgo, Alemania 1983)
- Arte y Papel Higiénico (Friburgo, Alemania 1997)

## Actor en creaciones compartidas
- "Teatro del hombre solo" junto a Martin Saint Pierre y Jorge Pinchevsky (Nancy, Francia 1977)
- “Los reyes magos” junto a Hector Malamud y Carlos Trafic, Suzanne Thomen, Maja Stolle. (Nancy, Francia 1979)
- "Iniciación" con Carlos Trafic (Friburgo, Alemania 1981)
- “La Provocación a Shakespeare” con Héctor Malamud y Carlos Trafic,( Rouen, Francia 1985)
- “La fiaca” de Ricardo Talesnik junto a Bernd Lafrenz (versión alemana) dirigida por Néstor Raimondi (Friburgo, Alemania 1989)

## Autor y director
- 1976 "La gente me ama" "People Love me" con Héctor Malamud, París
- 1981 "Pan" "Brot" el grupo "der Freiburger-Workshop-Gruppe", Friburgo, Alemania
- 1981 "Yo soy una mujer" "Ich bin eine Frau" con Brigitte Foerg, Friburgo, Alemania
- 1982 "El Miniqui" "Il Maniquino" con Gerri Beretta Piccoli, Lugano. Suiza
- 1984 "Fausto-Loco" "Faust- Verrückt" con Andreas. Balzer y Bernd Lafrenz, Friburgo, Alemania
- 1986 "El vuelo del pescado" "Der Flug des Fisches" con Bernhard Hellstern, Stuttgart, Alemania
- 1986 "Sueño Opus 17" "Traum Opus 17" mit der Gruppe "avec klische", Hildesheim, Alemania
- 1986 "Las memorias de Harry Duck" The Memories of Harry Duck" con Werner Duck, Múnich, Alemania
- 1988 "Viento del corazón" "Vent du Coeur" con Christian Donse, Lille, Francia
- 1986 "Caligula" con el grupo "Die Schönen der Nacht", Friburgo, Alemania
- 1990 "Paradise Later" con Stephan Schulberg, Köln, Alemania
- 1990 "Happy Birthday Sr. Kowalek" con el grupo "widu-theater", Oldenburg, Alemania
- 1991 "Yo no soy chistoso" "Ich bin nicht Witzig" con Gerald Arp. Erlangen, Alemania
- 1991 "Lulu la leyenda" "Lulu die Legende" con Barbara Illert, Dortmund, Alemania
- 1991 "Mi amiga la computadora" "Mein Freundin der Computer" con Theater Fletch Bizzel, Dortmund, Alemania
- 1992 "Toda clase de restos de basura" "Jede Menge Müll" (espectáculo para niños) mit "widu-theater", Oldenburg, Alemania
- 1992 "Flor de Luna" Mondblume" mit Christa Schreiber und Susanne Karow, Dortmund, Alemania
- 1993 "Savitry" Opera con der Young Opera Company, Musicalische Leitung Rolf Herter, Klaus Simon, Friburgo, Alemanania
- 1993 "Cartas a mi padre" "Brief and der Vater" de Kafka con Edgar Wiesemann, Friburgo, Alemania
- 1995 "La maestra" "Die Lehrerin" con Veronika Mayer, Múnich, Alemania
- 2001 "El Taller de las mariposas" "Die Werkstatt der Schmetterlinge" de Gioconda Belli con Christina Kallfass
 y David Benito, Friburgo, Alemania
- 2003 "Con nosotros ha acertado" "Bi uns sin Sie richtig! mit der Freiburger Mundartgruppe e.V. Friburgo, Alemania
- 2004 "Bravo es un varón" "Hurra e Bub" mit der Freiburger Mundartgruppe e.V. Friburgo, Alemania
- 2005 "Figaro volo sobre el nido del Cucú "Figaro Flog über der Kukucknest" con Theatergruppe T.O.E., Friburgo, Alemania
- 2006 "Todo es solamente un juego" "S'isch alles nur e Schpiel" con el Freiburger Mundartgruppe e.V. Friburgo
- 2007 "Mejor un Marido que sin enojos" "Lieber e Ma wie gar kei Ärger" con der Freiburger Mundartgruppe e.V. Friburgo
- 2009 "Terreno en Construcción con dos piernas" "D'zweibeinig Bauplatz" con der Freiburger Mundartgruppe,
Friburgo, Alemania.
- 2012 "Primavera para Godot" "Frühling für Godot" con el grupo teatral T.O.E., Friburgo, Alemania
- 2013 "Mujeres" con Eva-María Piringer, Friburgo, Alemania.